# Sternotomimus albomaculatus
Sternotomimus albomaculatus là một loài bọ cánh cứng trong họ Cerambycidae.